# Fleurimont (Québec)
Pour les articles homonymes, voir Fleurimont.
Fleurimont est l'un des six arrondissements de la ville de Sherbrooke, au Québec (Canada). Ce nom désignait également une ancienne ville qui est fusionnée à la ville de Sherbrooke le 1er janvier 2002 dans le cadre des réorganisations municipales québécoises.
L'arrondissement de Fleurimont couvre le territoire de l'ancienne ville de Fleurimont (à l'exception du secteur de Beauvoir) et l'est de l'ancienne ville de Sherbrooke.

## Histoire
Fondée dans les années 1960, elle portait auparavant le nom de Ascot Nord. Considérant la proximité des localités de Ascot Corner et Ascot déjà existantes, les autorités ont décidé de changer le nom pour Fleurimont.

## Toponymie
Ce nom fait référence à Nicolas Joseph de Noyelles de Fleurimont, ainsi qu'aux collines verdoyantes qui entourent la municipalité.

## Politique et administration
Depuis son regroupement avec la Ville de Sherbrooke, Fleurimont est devenue un arrondissement de la nouvelle ville constituée.
De 2001 à 2017, l'arrondissement de Fleurimont est séparé en cinq districts électoraux servant à l'élection des élus qui formeront le conseil d'arrondissement.
En 2017, le nombre de districts est réduit à quatre. Les quatre districts sont représentés par un conseiller municipal qui siège à la fois au conseil d'arrondissement et au conseil de ville. Les conseillers élisent entre eux celui qui sera président de l'arrondissement.

### Président d'arrondissement
- Francis Gagnon (2001-2005, n'a pas été réélu en 2005, se faisant reprocher le manque d'investissement de Sherbrooke dans l'arrondissement)
- Louisda Brochu (2005-2017)
- Vincent Boutin (2017-2021)
- Joanie Bellerose (2021 à aujourd'hui)

### District de l'Hôtel-Dieu (2.1)
Le district de l'Hôtel-Dieu, qui comprend principalement l'ancien district de Marie-Rivier et une partie de celui de Lavigerie, est situé dans le centre du quartier est de l'ancienne ville de Sherbrooke, dans le secteur de l'hôpital de l'Hôtel-Dieu. Il est encadré par la rivière Saint-François, la rue King Est et les limites de l'arrondissement de Lennoxville à l'est.
Conseiller
- Rémi Demers (2009-2021)
- Laure Letarte-Lavoie (2021 à aujourd'hui)

### District de Desranleau (2.2)
Le district de Desranleau est situé dans l'ancienne ville de Fleurimont, dans le secteur de l'école primaire Desranleau. Son nom fait référence à Mgr Desranleau, ancien archevêque.
Conseiller
- Francis Gagnon (2001-2009)
- Jean-Guy Demers (2009-2013)
- Danielle Berthold (depuis 2013)

### District des Quatre-Saisons (2.3)
Le district des Quatre-Saisons est situé dans l'ancienne ville de Sherbrooke, dans les environs du centre d'achat Les Galeries Quatre-Saisons.
Conseiller
- Roger Labrecque (2001-2013)
- Vincent Boutin (2013-2021)
- Joanie Bellerose (2021 à aujourd'hui)

### District du Pin-Solitaire (2.4)
Le district du Pin-Solitaire (« Mena'sen » en abénaqui) est situé dans l'ancienne ville de Sherbrooke, dans les environs du Cégep de Sherbrooke. Son nom fait référence au pin blanc qui a longtemps orné le rocher dans la rivière Saint-François près de la rue Terrill. Depuis 1934, une croix remplace le pin qui fut détruit en 1913.
Conseiller
- Mariette Fugère (2001-2013)
- Hélène Dauphinais (2013-2017)
- Pierre Avard (2017-2021)
- Hélène Dauphinais (2021 à aujourd'hui)